# Banja Luka-Beograd I 2014
Il Banja Luka-Beograd I 2014, ottava edizione della corsa, valido come evento del circuito UCI Europe Tour 2014, fu disputato il 12 aprile 2014 su un percorso totale di 182 km. Fu vinto dallo sloveno Martin Otonicar, che arrivò al traguardo con il tempo di 3h55'50" alla media di 46,3 km/h.
Al traguardo 134 ciclisti portarono a termine la gara.

## Ordine d'arrivo (Top 10)
| Pos. | Corridore          | Squadra        | Tempo    |
| ---- | ------------------ | -------------- | -------- |
| 1    | Martin Otonicar    | Radenska       | 3h55'50" |
| 2    | Fabian Schnaidt    | Vorarlberg     | s.t.     |
| 3    | Mattia Gavazzi     | Christina Wat. | s.t.     |
| 4    | Apostolos Bouglas  | SP Tableware   | s.t.     |
| 5    | Sebastian Forke    | Christina Wat. | s.t.     |
| 6    | Stefan Schäfer     | LKT Team       | s.t.     |
| 7    | Rino Gasparrini    | MG Kvis        | s.t.     |
| 8    | Ivan Stevic        | Tusnad         | s.t.     |
| 9    | Konstantin Yakimov | Team 21        | s.t.     |
| 10   | Daniele Aldegheri  | MG Kvis        | s.t.     |